# Eleutherodactylus planirostris
Espèce
Synonymes
- Hylodes planirostris Cope, 1862

Statut de conservation UICN

 LC  : Préoccupation mineure
Eleutherodactylus planirostris est une espèce d'amphibiens de la famille des Eleutherodactylidae.

## Répartition
Cette espèce se rencontrait originellement :
- à Cuba ;
- aux îles Caïmans ;
- aux îles Caïques.

Elle a été introduite :
- aux États-Unis en Floride, en Géorgie, en Alabama, au Mississippi, en Louisiane et à Hawaï ;
- en Jamaïque ;
- au Honduras ;
- au Mexique dans l'État de Veracruz
- au Suriname ;
- à Guam ;
- aux Philippines sur les îles de Mindanao, de Negros, de Cebu et de Luzon.

## Description

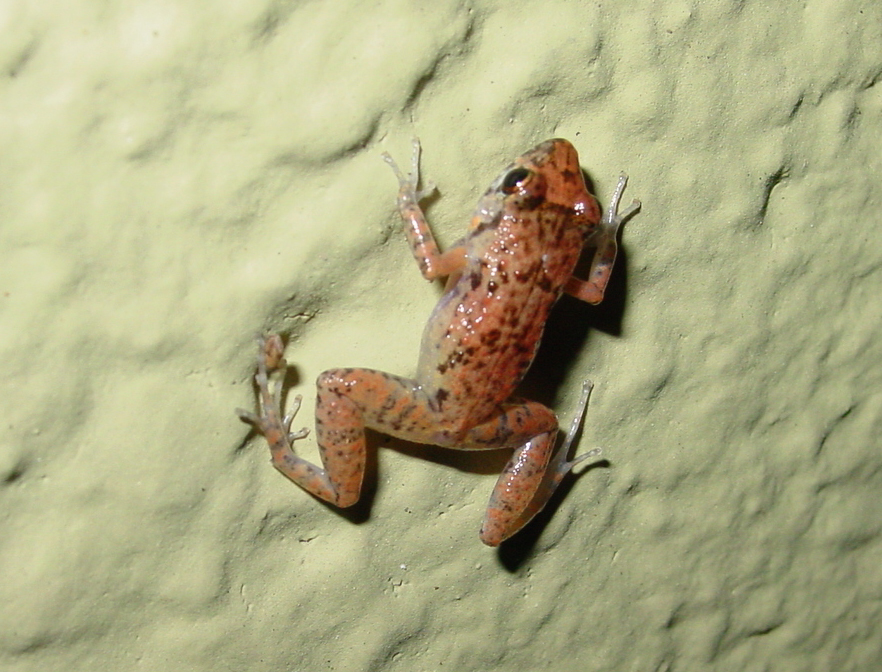
Eleutherodactylus planirostris

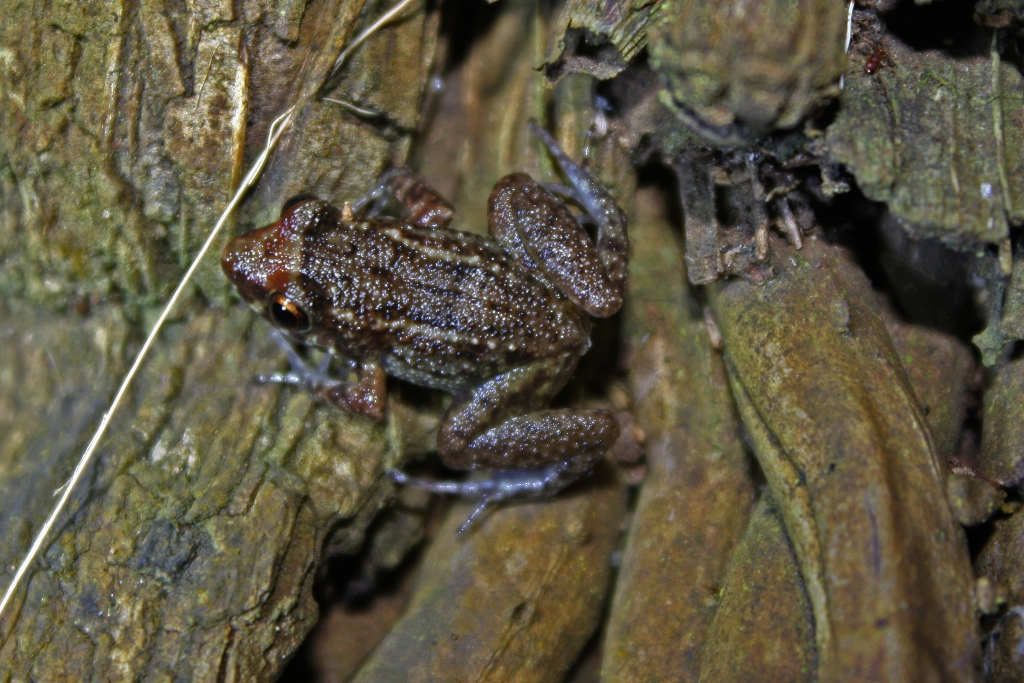
Eleutherodactylus planirostris

Les mâles mesurent de 15,0 à 17,5 mm et les femelles de 19,5 à 25,0 mm.

## Publication originale
- Cope, 1862 : On some new and little known American Anura. Proceedings of the Academy of Natural Sciences of Philadelphia, vol. 14, p. 151–159  (texte intégral).